# Aristide Gunnella
Aristide Gunnella (ur. 18 marca 1931 w Mazara del Vallo, zm. 6 stycznia 2025 w Rzymie) – włoski prawnik i polityk, deputowany, w latach 1987–1988 minister.

## Życiorys
Ukończył studia prawnicze, doktoryzował się w tej dziedzinie. Pełnił różne kierownicze funkcje w instytucjach sektora przemysłowego, był ekspertem komisji przemysłu Sycylijskiego Zgromadzenia Regionalnego i dyrektorem w ESPI, publicznym organie zajmującym się promocją rozwoju przemysłowego Sycylii. Działacz Włoskiej Partii Republikańskiej, był m.in. sekretarzem regionalnych struktur partii na Sycylii.
W latach 1968–1992 sprawował mandat posła do Izby Deputowanych V, VI, VII, VIII, IX i X kadencji. Był podsekretarzem stanu w resorcie zasobów państwowych (od listopada 1974 do lutego 1976 oraz od marca do sierpnia 1979), a także w ministerstwie spraw zagranicznych (między kwietniem 1980 a czerwcem 1981). Od lipca 1987 do kwietnia 1988 pełnił funkcję ministra bez teki do spraw regionalnych w rządzie Giovanniego Gorii.
Współpracował z gazetami oraz czasopismami. Autor publikacji książkowych: Il doppio volto della Prima Repubblica (2018) i Una svolta politica: un sogno impossibile (2019).